# Polisen mot maffian
Polisen mot maffian (italienska: Confessione di un commissario di polizia al procuratore della repubblica) är en italiensk poliziottescofilm från 1971 i regi av Damiano Damiani.

## Rollista i urval
- Franco Nero - biträdande åklagare Traini
- Martin Balsam - kommissarie Bonavia
- Marilù Tolo - Serena Li Puma
- Claudio Gora - distriktsåklagare Malta
- Arturo Dominici - advokat Canistraro
- Luciano Catenacci - Ferdinando Lomunno
- Giancarlo Prete - Giampaolo Rizzo
- Adolfo Lastretti - Michele Li Puma